# Sinecură
Sinecura (prescurtare din latină sine cura animarum, „fără grijă pentru suflete”, adică fără obligația de a oferi asistență spirituală) desemnează o funcție asociată cu venituri sau privilegii, dar fără îndatoriri semnificative sau chiar fără nicio obligație. Termenul a apărut inițial în contextul ecleziastic al Europei medievale, fiind extins ulterior la funcții administrative și politice.

## Origine
În Evul Mediu, sinecura desemna o poziție clerică care nu implica activități pastorale, cum ar fi slujbele religioase sau grija pentru sufletele enoriașilor. Aceste poziții permiteau clericilor să se dedice altor activități, în schimbul unei remunerații financiare denumite în latină beneficium sine cura animarum.
Monarhii, precum regele Franței în secolul al XVII-lea, ofereau sinecuri favoriților pentru a le asigura loialitatea.

## Sinecuri în sistemul parlamentar Westminster
În Regatul Unit, termenul sinecure se referă la funcții publice formale care implică foarte puțină muncă, dar care sunt adesea utilizate pentru a acorda statut ministerial unor oficiali.
Exemple includ:
- Lord Privy Seal (Lord Păstrător al Sigiliului)
- Chancellor of the Duchy of Lancaster (Cancelarul Ducatului de Lancaster)
- Lord President of the Council (Lord Președinte al Consiliului)

Aceste funcții sunt frecvent acordate liderilor celor două camere parlamentare (Leader of the House of Lords și Leader of the House of Commons), fără ca aceștia să fie responsabili de un portofoliu specific. Deținătorii acestor funcții devin automat membri ai Consiliului Privat și, prin convenție, ai Cabinetului Regatului Unit (care este, de facto, comitetul executiv al Consiliului Privat).
Funcțiile sinecură sunt uneori folosite pentru miniștri fără portofoliu, care contribuie la activitatea guvernamentală, dar fără a avea atribuții executive directe.
Pentru a permite demisia formală unui membru al Camerei Comunelor, sunt utilizate funcții onorifice precum Crown Steward and Bailiff of the Chiltern Hundreds sau Crown Steward and Bailiff of the Manor of Northstead, incompatibile legal cu statutul de parlamentar.

## Sinecuri în Canada
În sistemul canadian, sinecura „Președinte al Consiliului Privat” (President of the Privy Council) este utilizată pentru a oferi un loc în cabinetul ministerial.